# Liste der Bischöfe von Barbastro
Die folgenden Personen waren Bischöfe von Barbastro (Spanien):

## Bischöfe von Roda
Wegen der Invasion der Mauren wird der Bischofssitz von Lleida nach Roda verlegt
- Adulfo (887–922)
- Atón (923–955)
- Odisendo (955–975)
- Aimerico (988–991)
- Jacobo (um 996)
- Aimerico II. (1006–1015)
- Borrell (1017–1019)
- Arnulfo I. (1023–1067)
- Salomon (1068–1075)
- Arnulfo II. (1075–1076)
- Pedro Ramón Dalmacio (1076–1094)
- Lupo (1094–1096)

1101 wird der Bischofssitz nach Barbastro verlegt

## Bischöfe von Barbastro-Roda
- Poncio (1097–1104)
- Heiliger Ramón (1104–1126)
- Esteban (1126–1130)
- Pedro Guillén (1130–1134)
- Ramiro el Monje (1134)
- Gaufrido (1135–1143)
- Guillermo Pérez (1143–1149)

1149 wird der Bischofssitz nach Lleida verlegt, siehe Liste der Bischöfe von Lleida

## Bischöfe von Barbastro
1571 wird das Bistum Barbastro erneut errichtet aus Teilen des Bistums Huesca
- Felipe de Urríes, O.P. (1573–1585)
- Miguel Cercito Bereterra (1585–1595)
- Carlos Muñoz Serrano (1596–1603)
- Juan Moriz de Salazar (1604–1616)
- Jerónimo Bautista Lanuza, O.P. (1616–1622) (auch Bischof von Albarracin)
- Pedro Apaolaza Ramírez, O.S.B. (1622–1625) (auch Bischof von Albarracin)
- Alfonso de Requeséns Fenollet, O.F.M. (1625–1639)
- Bernardo Lacabra (1639–1643) (auch Erzbischof von Cagliari)
- Diego Chueca (1643–1647) (auch Bischof von Teruel)
- Miguel Escartín Arbeza, O. Cist. (1647–1656) (auch Bischof von Lleida)
- Diego Francés de Urrutigoyti (1656–1673)
- Íñigo Royo (1673–1680)
- Francisco López Urraca (1681–1695)
- Jerónimo López (1695–1696)
- José Martínez del Villar (1696–1699)
- Francisco de Paula Garcés Marcilla, O.M. (1700–1708) (auch Bischof von Huesca)
- Pedro Gregorio Padilla (1708–1714) (auch Bischof von Huesca)
- Pedro Granell (1714–1717)
- Carlos Alamán Ferrer (1717–1739)
- Francisco Antonio Bustamante Jiménez (1739–1747) (auch Bischof von Plasencia)
- Benito Marín, O.S.B. (1748–1750) (auch Bischof von Jaén)
- Juan Ladrón de Guevara, O. Carm. (1750–1755)
- Diego Rivera Higuera, O. de M. (1755–1766)
- Felipe Antonio Perales Mercado (1766–1772)
- Juan Manuel Cornel (1773–1789)
- Íñigo Abbad y Lasierra, O.S.B. (1790–1813)
- Juan Nepomuceno Lera Cano (1814–1828) (auch Bischof von Segovia)
- Casimiro Piñera y Naredo (1896–1898)
- Juan Antonio Ruano Martín (1898–1905) (auch Bischof von Lleida)
- Isidoro Badía y Sarradel (1907–1917) (auch Bischof von Tarazona)
- Emilio Jiménez Pérez (1918–1926)
- Nicanor Mutiloa e Irurita, C.SS.R. (1927–1935) (auch Bischof von Tarazona)
- Florentino Asensio Barroso (1935–1936) (Administrator)
- Arturo Tabera Araoz, C.M.F. (1946–1950) (auch Bischof von Albacete)
- Pedro Cantero Cuadrado (1951–1953) (auch Bischof von Huelva)
- Segundo García de la Sierra y Méndez (1954–1959) (auch Koadjutorerzbischof von Oviedo)
- Jaime Flores Martin (1960–1970)
- Damián Iguacén Borau (1970–1974) (auch Bischof von Teruel)

## Bischöfe von Barbastro-Monzón
- Ambrosio Echebarria Arroita (1974–1999)
- Juan José Omella Omella (1999–2004) (auch Bischof von Calahorra y La Calzada-Logroño)
- Alfonso Milián Sorribas (2004–2014)
- Ángel Javier Pérez Pueyo (seit 2014)